# Zion Williamson
Zion Lateef Williamson, född 6 juli 2000, är en amerikansk basketspelare som spelar för New Orleans Pelicans i National Basketball Association (NBA). Han spelar som power forward. Williamson var förstavalet av Pelicans i NBA:s draft 2019. Han blev uttagen i NBA All-Rookie First Team 2020. 2021 blev Williamson den fjärde yngsta NBA-spelaren att bli uttagen i en All-Star-match.

## Karriär

### New Orleans Pelicans (2019–)

#### Säsongen 2019/2020
Den 20 juni 2019 valdes Williamson som 1:a spelare i NBA:s draft 2019 av New Orleans Pelicans. Den 1 juli 2019 skrev han på ett kontrakt med Pelicans. Williamson skadade menisken i sitt knä den 13 oktober 2019 under försäsongen till sin rookiesäsong i NBA. Han gjorde sin NBA-debut tre månader senare, den 22 januari 2020, i en 121–117-förlust mot San Antonio Spurs. Williamson spelade 18 minuter och gjorde 22 poäng samt 7 returer, varav 17 raka poäng i den fjärde perioden.
Den 24 februari gjorde han 28 poäng på 33 minuters speltid och ledde Pelicans till en 115–101-vinst över Golden State Warriors. Det var Williamsons åttonde raka 20-poängsmatch och han var endast en match ifrån Carmelo Anthonys rekord över flest 20-poängsmatcher som tonåring. Han blev senare den första tonåringen i NBA:s historia att göra minst 20 poäng i 10 raka matcher. Den 1 mars gjorde Williamson sitt karriärbästa med 35 poäng och 7 returer i en 122–114-förlust mot Los Angeles Lakers.
Williamson avslutade sin rookiesäsong med att snitta 22,5 poäng, 6,3 returer och 2,1 assister per match. Han rankades först bland alla rookies i poäng per match, tvåa i returer per match och först i offensiva returer per match. Williamson blev den första rookien sedan Michael Jordan att göra 16 stycken 20-poängsmatcher på sina första 20 matcher. Han hade även det högsta poängsnittet sedan Jordan 1983 under sina första 24 NBA-matcher. Den 15 september blev Williamson uttagen i NBA All-Rookie First Team.

#### Säsongen 2020/2021
Den 12 februari 2021 gjorde Williamson ett nytt karriärbästa med 36 poäng i en 143–130-förlust mot Dallas Mavericks, där han gjorde mål på 14 av 15 skott. Den 23 februari 2021 blev Williamson uttagen till sin första NBA All-Star Game. Den 21 mars 2021 gjorde han 30 poäng och 6 returer i en 113–108-vinst över Denver Nuggets.
Under säsongen satte Williamson ett nytt rekord med 25 raka 20-poängsmatcher där han hade en skottprocent på över 50 och gick då om spelare som Kareem Abdul-Jabbar, Wilt Chamberlain och Karl Malone. Han delar rekordet på 25 raka matcher med Shaquille O'Neal.